# Putinka
Putinka (rusky Путинка) je značka ruské vodky vyráběná státní společností Moskevská destilérka Kristal. Byla vytvořená v roce 2003 manažerem značky Vinexem Stanislavem Kaufmanem a odkazuje na jméno prezidenta Vladimira Putina.
Značku vlastní podnikatel Arkadij Rotenberg, Putinův blízký důvěrník, ačkoliv Putin sám nemá žádnou oficiální účast na její výrobě. Putinka byla dříve jednou z nejoblíbenějších značek vodky na ruském trhu, ale v roce 2016 její popularita začala klesat. Podle údajů ruského investigativního webu Proekt Putin v letech 2004–2019 získal z výnosů této značky až půl miliardy dolarů.

## Historie
Vodka Putinka získala mnoho různých ocenění. V roce 2004 jí poradní rada „Superbrand“ pod vedením Alexandra Šochina udělila titul „Superbrand roku 2004“ v kategorii vodky. V roce 2011 si společnost stojící za Putinkou zaregistrovala ochrannou známku pro likér s názvem „Kommendatore Muammer“ na počest Muammara Kaddáfího.
V roce 2016 začala ztrácet na popularitě, přičemž podíl na trhu klesl ze 4. na 15. místo mezi značkami vodky na ruském trhu.
V průběhu ruské invaze na Ukrajinu v roce 2022 výrobce požádal agenturu Rospatent o registraci etiket s písmeny „Z“ a „V“, odpovídající vojenským identifikačním symbolům používaným ve válce.